# Irland i olympiska sommarspelen 1988
Irland deltog i de olympiska sommarspelen 1988 med en trupp bestående av 61 deltagare, men ingen av landets deltagare erövrade någon medalj.

## Boxning
Lätt flugvikt
- Wayne McCullough
  - Första omgången — Bye
  - Andra omgången — Besegrade Fred Mutuweta (UGA), 5:0
  - Tredje omgången — Förlorade mot Scott Olsen (CAN), 0:5

## Bågskytte
Damernas individuella
- Pereira Greene — Inledande omgång (→ 38:e plats)

Herrarnas individuella
- Joseph Malone — Inledande omgång (→ 69:e plats)
- Noel Lynch — Inledande omgång (→ 74:e plats)

## Friidrott
Herrarnas maraton
- Dick Hooper
  - Final — 2"17,16 (→ 24:e plats)

- John Woods
  - Final — 2"25,38 (→ 52:a plats)

Herrarnas 3 000 meter hinder
- Brendan Quinn
  - Heat — 8:40,87
  - Semifinal — 8:43,34 (→ did not advance)

Herrarnas släggkastning
- Connor McCullagh
  - Kval — 68,66m (→ did not advance)

Herrarnas spjutkastning
- Terry McHugh
  - Kval — 76,46m (→ did not advance)

Herrarnas tiokamp
- Carlos O'Connell — 7310 poäng (→ 29:e plats)
  1. 100 meter — 11,26s
  2. Längd — 6,90m
  3. Kula — 12,41m
  4. Höjd — 1,88m
  5. 400 meter — 48,24s
  6. 110m häck — 15,61s
  7. Diskus — 38,02m
  8. Stav — 4,40m
  9. Spjut — 52,68m
  10. 1 500 meter — 4:32,06s

Damernas maraton
- Ailish Smyth
  - Final — 2"44,17 (→ 46:e plats)

- Marie Murphy-Rollins
  - Final — 3"04,21 (→ 57:e plats)

## Tennis
Herrdubbel
- Owen Casey och Eoin Collins
  - Första omgången — Förlorade mot Amos Mansdorf och Gilad Bloom (Israel) 2-6 6-7 6-4 5-7